# BP 09-19-01
Tàu BP 02-19-01 thuộc biên chế của Hải đội 2, Bộ Chỉ huy Bộ đội Biên phòng Tỉnh Quảng Ngãi, Bộ đội Biên phòng Việt Nam. Cảng nhà tại Quảng Ngãi. Có nhiệm vụ cứu nạn kết hợp tuần tra trên biển.

## Thiết kế
Tàu rộng 5 m, dài hơn 30 m, công suất 3.900 CV, vận tốc 22 hải lý/giờ, tổng vốn đầu tư gần 70 tỉ đồng. Được trang bị nhiều phương tiện, máy móc hiện đại, hoạt động trong điều kiện gió cấp 7, cấp 8.